# بابلو نيكولاس لوبيز دي ليون
بابلو نيكولاس لوبيز دي ليون (بالإسبانية: Pablo Nicolás López)‏ هو لاعب كرة قدم أوروغواياني في مركز مهاجم ‏، ولد في 8 أكتوبر 1996 في باسو دي لوس توروس ‏ في الأوروغواي. لعب مع ديفينسور سبورتينغ.

## وصلات خارجية
- بابلو نيكولاس لوبيز دي ليون على موقع قاعدة بيانات كرة القدم.إي يو (الإنجليزية)
- بابلو نيكولاس لوبيز دي ليون على موقع Soccerway.com (الإنجليزية)